# 横田 (名古屋市)
横田（よこた）は、愛知県名古屋市熱田区の地名。現行行政地名は横田一丁目から横田二丁目と横田町2丁目。住居表示実施。横田町2丁目は、JR東海道本線および名鉄名古屋本線の線路用地のみに残る。

## 地理
名古屋市熱田区中央部に位置する。西は夜寒町・玉の井町、南は森後町、北は中田町・夜寒町に接する。

## 歴史

### 町名の由来
熱田東町の小字名「横田」による。「横の田」という地理的命名であるという説と、所有者が「横田」であったという人名由来であるという説があり、後者が有力であるとされる。
地名は鎌倉期から確認でき、鎌倉後期の『尾張員仲申状案』断簡に「神戸内横田」とある。中世まで当地は愛知郡神戸郷の一部であったらしい。

### 行政区画の変遷
- 1939年（昭和14年）4月1日 - 熱田区熱田東町の一部により、同区横田町が成立する[1]。
- 1957年（昭和32年）1月8日 - 太道信用金庫熱田支店が設置[4]。
- 1969年（昭和44年）5月1日 - 太道信用金庫熱田支店が合併に伴い、中京相互銀行熱田駅前支店となる[4]。
- 1980年（昭和55年）7月13日 - 熱田区玉ノ井町・横田町・夜寒町の各一部により同区横田一丁目が、同区熱田東町・中田町・玉ノ井町・森後町・横田町の各一部により同区横田二丁目がそれぞれ成立する[1]。また、横田町は横田一丁目・横田二丁目・中田町・夜寒町に鉄道敷地を除く大部分が編入される[1]。
- 1983年（昭和58年）6月12日 - 中京相互銀行熱田駅前支店廃止[4]。

## 世帯数と人口
2018年（平成30年）12月1日現在の世帯数と人口は以下の通りである。
| 丁目       | 世帯数  | 人口    |
| ---------- | ------- | ------- |
| 横田一丁目 | 421世帯 | 1,114人 |
| 横田二丁目 | 365世帯 | 677人   |
| 計         | 786世帯 | 1,791人 |

### 人口の変遷
国勢調査による人口の推移
| 1995年（平成7年）  | 930人   | [ WEB 6 ]  |  |
| 2000年（平成12年） | 1,058人 | [ WEB 7 ]  |  |
| 2005年（平成17年） | 1,051人 | [ WEB 8 ]  |  |
| 2010年（平成22年） | 1,511人 | [ WEB 9 ]  |  |
| 2015年（平成27年） | 1,877人 | [ WEB 10 ] |  |

## 学区
市立小・中学校に通う場合、学校等は以下の通りとなる。また、公立高等学校に通う場合の学区は以下の通りとなる。なお、小・中学校は学校選択制度を導入しておらず、番毎で各学校に指定されている。
| 丁目       | 小学校                                    | 中学校                                  | 高等学校 |
| ---------- | ----------------------------------------- | --------------------------------------- | -------- |
| 横田一丁目 | 名古屋市立旗屋小学校                      | 名古屋市立沢上中学校                    | 尾張学区 |
| 横田二丁目 | 名古屋市立旗屋小学校 名古屋市立白鳥小学校 | 名古屋市立沢上中学校 名古屋市立宮中学校 | 尾張学区 |

## 交通
- 大津通（名古屋市道大津町線）[2]

## 施設

### 横田一丁目
- 愛知県警察熱田警察署[2]
- 中部電力変電所[2]
- 真宗大谷派本研寺[2]
- 横田南公園

1982年（昭和57年）4月1日供用開始。
- 名古屋熱田駅前郵便局
- 横田神社
- 横田北公園

1982年（昭和57年）4月1日供用開始。

### 横田二丁目
- 中部電力熱田営業所[3]
- 名身連本部会館
- 勝楽寺名古屋分院・最勝殿

## その他

### 日本郵便
- 郵便番号 : 456-0022[WEB 3]（集配局：熱田郵便局[WEB 14]）。

### WEB
1. 1 2  “愛知県名古屋市熱田区の町丁・字一覧”.   人口統計ラボ. 2017年7月23日閲覧。
2. 1 2  “町・丁目(大字)別、年齢(10歳階級)別公簿人口(全市・区別)”.   名古屋市 (2018年12月20日). 2019年1月6日閲覧。
3. 1 2  “郵便番号”.  日本郵便. 2019年1月6日閲覧。
4. ↑  “市外局番の一覧”.   総務省. 2019年1月6日閲覧。
5. ↑  名古屋市役所市民経済局地域振興部住民課町名表示係 (2015年10月21日). “熱田区の町名一覧”.   名古屋市. 2017年7月23日閲覧。
6. ↑  総務省統計局 (2014年3月28日). “平成7年国勢調査の調査結果(e-Stat) - 男女別人口及び世帯数 －町丁・字等” (CSV). 2019年4月27日閲覧。
7. ↑  総務省統計局 (2014年5月30日). “平成12年国勢調査の調査結果(e-Stat) - 男女別人口及び世帯数 －町丁・字等” (CSV). 2019年4月27日閲覧。
8. ↑  総務省統計局 (2014年6月27日). “平成17年国勢調査の調査結果(e-Stat) - 男女別人口及び世帯数 －町丁・字等” (CSV). 2019年4月27日閲覧。
9. ↑  総務省統計局 (2012年1月20日). “平成22年国勢調査の調査結果(e-Stat) - 男女別人口及び世帯数 －町丁・字等” (CSV). 2019年4月27日閲覧。
10. ↑  総務省統計局 (2017年1月27日). “平成27年国勢調査の調査結果(e-Stat) - 男女別人口及び世帯数 －町丁・字等” (CSV). 2019年4月27日閲覧。
11. ↑  “市立小・中学校の通学区域一覧”.   名古屋市 (2018年11月10日). 2019年1月14日閲覧。
12. ↑  “平成29年度以降の愛知県公立高等学校（全日制課程）入学者選抜における通学区域並びに群及びグループ分け案について”.   愛知県教育委員会 (2015年2月16日). 2019年1月14日閲覧。
13. 1 2  “都市公園の名称、位置及び区域並びに供用開始の期日” (2019年5月1日). 2019年11月3日閲覧。
14. ↑  郵便番号簿 平成29年度版 - 日本郵便. 2019年01月06日閲覧 (PDF)

### 書籍
1. 1 2 3 4  名古屋市計画局 1992, p. 810.
2. 1 2 3 4 5 6  「角川日本地名大辞典」編纂委員会 1989, p. 1446.
3. 1 2 3  名古屋市計画局 1992, p. 437.
4. 1 2 3  「人・まち・くらし 中京銀行の50年」編集委員会 1994, p. 150.